# Сичик-горобець мозамбіцький
Си́чик-горобе́ць мозамбіцький (Glaucidium capense) — вид совоподібних птахів родини совових (Strigidae). Мешкає в Африці на південь від Сахари.

## Опис

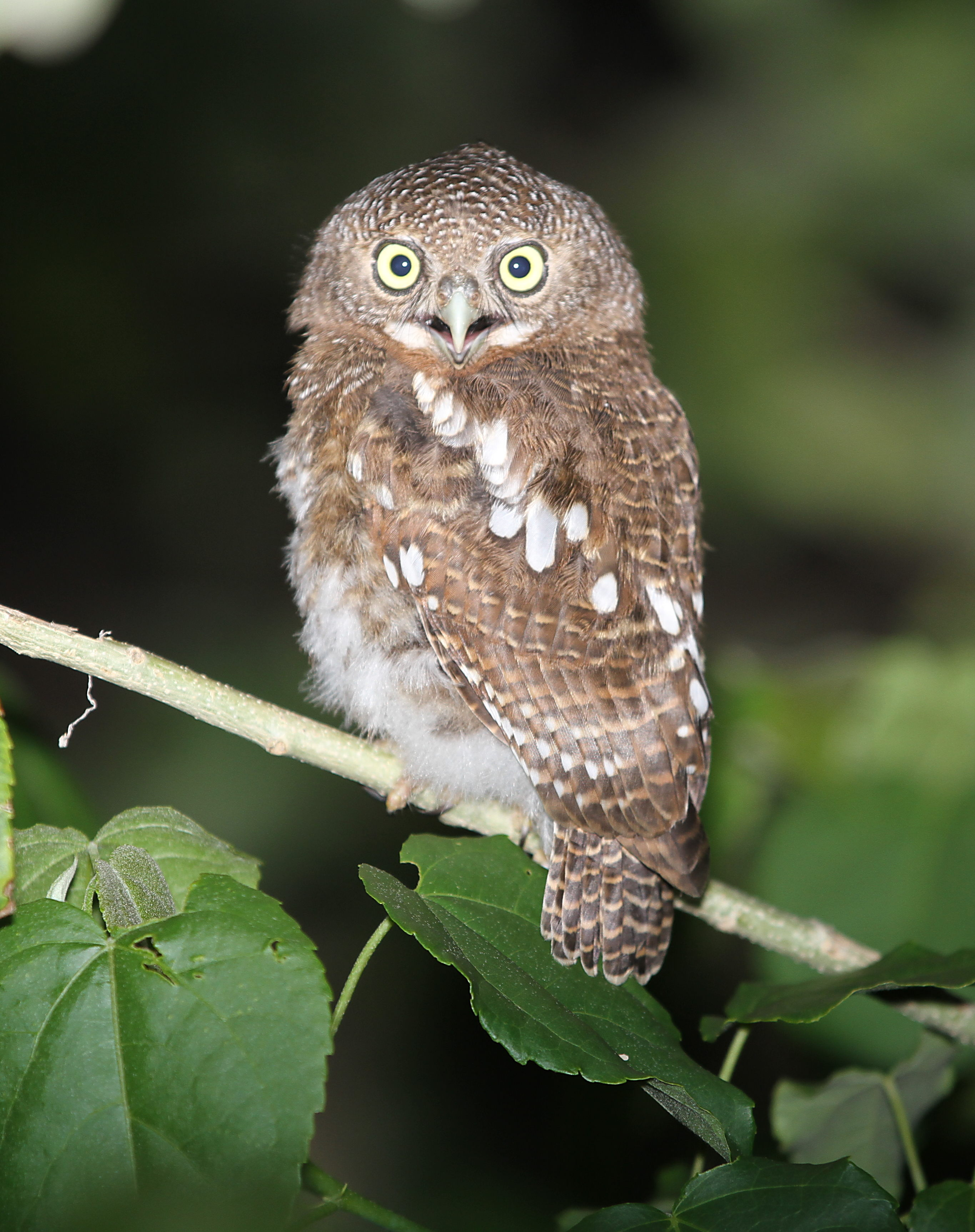
Мозамбіцький сичик-горобець (Ботсвана)

Довжина птаха становить 17—20 см, розмах крил 40 см. Самиці дещо більші за самців. У представників номінативного підвиду верхня частина тіла сіро-коричнева, поцяткована тонкими охристими смужками, над очима вузькі білі «брови». Верхні покривні пера крил білі з темно-коричневими кінчиками, формують на плечах і крилах білу смугу. Груди коричневі, поцятковані вузькими охристими смугами, груди і боки білі, поцятковані коричневими плямами. Гузка і стегна білі, хвіст коричневий, поцяткований рудими смугами. Дзьоб і восковиця тьмяно-зеленувато-жовті, очі і лапи жовті.

## Підвиди
Виділяють п'ять підвидів:
- G. c. etchecopari Érard & Roux, F, 1983 — Ліберія і Кот-д'Івуар, спостерігалися також в Гані, Того і Беніні;
- G. c. castaneum Reichenow, 1893 — північний схід ДР Конго (долина Семлікі) і південний захід Уганди (ліс Бвамба);
- G. c. scheffleri Neumann, 1911 — від крайнього півдня Сомалі і східної Кенії до північно-східної Танзанії;
- G. c. ngamiense (Roberts, 1932) — від південного сходу ДР Конго і західної Танзанії до Анголи, Ботсвани і Мозамбіку, острів Мафія;
- G. c. capense (Smith, A, 1834) — від Південного Мозамбіку до ПАР.

Деякі дослідники виділяють підвид G. c. castaneum у окремий вид сичик-горобець лісовий (Glaucidium castaneum), іноді також підвид G. c. scheffleri у окремий вид сичик-горобець плямистий (Glaucidium scheffleri). Рифтовий сичик-горобець раніше вважався підвидом мозамбіцького сичика-горобця.

## Поширення і екологія
Мозамбіцькі сичики-горобці мешкають у Ліберії, Кот-д'Івуарі, Сомалі, Кенії, Танзанії, Демократичній Республіці Конго, Уганді, Анголі, Замбії, Зімбабве, Малаві, Мозамбіку, Намібії, Ботсвані, Південно-Африканській Республіці і Есватіні. Вони живуть у вологих рівнинних і гірських тропічних лісах, на узліссях і галявинах, в рідколіссях, саванах міомбо і в чагарникових заростях. Зустрічаються на висоті до 1700 м над рівнем моря. Ведуть переважно денний спосіб життя. Живляться комахами та іншими безхребетними, жабками, дрібними плазунами, ссавцями і птахами. Гніздяться в дуплах дерев, на висоті від 3 до 6 м над землею. В кладці 2—3 яйця. Пташенята покидають гніздо через 30—33 дні після вилуплення, вони стають повністю самостійними у віці 7—12 місяців.